# 510-519
De jaren 510-519 (van de christelijke jaartelling) zijn een decennium in de 6e eeuw.

## Belangrijke gebeurtenissen
- 511 : Clovis sterft, het Frankische Rijk wordt verdeeld onder zijn 4 zonen.
- 518 : De Byzantijnse keizer Anastasius I sterft, hij wordt opgevolgd door Justinus I, stichter van de Justiniaanse dynastie.

### Godsdienst
- Onder Sigismund gaan de Bourgonden over van het Arianisme naar het Katholicisme.
- 519 : Er komt een einde aan het Acaciaans schisma.

## Heersers

### Europa
- Kaukasisch Albanië: Vachagan III (ca. 487-510)
- Bourgondiërs: Gundobad (486-516), Sigismund (516-524)
- Byzantijnse Rijk: Anastasius I (491-518), Justinus I (518-527)
- Franken: Clovis I (481-511)
  - deelrijken: Reims: Theuderik I (511-534), Parijs: Childebert I (511-558), Orléans: Chlodomer (511-524), Soissons: Chlotharius I (511-561)
- Gwynedd: Cadwallon Lawhir ap Einion (ca. 500-520)
- Kent: Oisc (488-516), Octa (516-540)
- Longobarden: Wacho (ca. 510-539)
- Ostrogoten: Theodorik de Grote (474-526)
- Vandalen: Thrasamund (496-523)
- Visigoten: Gesalik (507-511), regentschap van Theodorik de Grote (511-526)

### Azië
- China
  - Noordelijke Wei: Beiwei Xuanwudi (499-515), Beiwei Xiaomingdi (516-528)
  - Liang: Liang Wudi (502-549)
- Japan (traditionele data): Keitai (507-531)
- Korea
  - Koguryo: Munjamyeong (491-519), Anjang (519-531)
  - Paekche: Muryeong (501-523)
  - Silla: Jijeong (500-514), Beopheung (514-540)
- Perzië (Sassaniden): Kavad I (488-531)

### Religie
- paus: Symmachus (498-514), Hormisdas (514-523)
- patriarch van Alexandrië: Johannes II (III) van Alexandrië (505-516), Dioscorus II (516-517), Timoteüs IV (III) (517-535)
- patriarch van Antiochië: Flavianus II (498-512), Severus (512-518/538), Paulus II (518-521)
- patriarch van Constantinopel: Macedonius II (495-511), Timotheus I (511-518), Johannes II van Cappadocië (518-520)
- patriarch van Jeruzalem: Elias I (494-516), Johannes III (516-524)

<< · 510 · 511 · 512 · 513 · 514 · 515 · 516 · 517 · 518 · 519 · >>
<< · 500-509 · 510-519 · 520-529 · 530-539 · 540-549 · 550-559 · 560-569 · 570-579 · 580-589 · 590-599 · >>